# Francesco Cannas
Francesco Cannas (Ulassai, 1847 – Roma, 3 settembre 1909) è stato un magistrato italiano.

## Biografia

### Infanzia e gioventù
Nato a Ulassai, in rione su Muntonargiu, figlio di Tommaso Cannas e Marcella Pilia, proveniente da famiglia abbiente e numerosa, frequentò le scuole elementari e medie nel paese, poté conseguire la maturità classica a pieni voti nel liceo di Cagliari nel 1866. Qualche mese dopo si iscrisse alla Facoltà di Giurisprudenza di Torino, dove ebbe per maestri i più insigni giuristi della scuola piemontese. A Torino condusse con molto profitto gli studi, laureandosi brillantemente il 17 dicembre del 1870 a soli ventidue anni appena compiuti con votazione 70/70 e la menzione onorevole della commissione giudicatrice. Nella vecchia capitale del regno sardo strinse numerose e solide amicizie, non solo nell'ambito del mondo accademico e giuridico. Nel 1871 si presentò al concorso per uditore giudiziario, classificandosi ai primi posti. L'anno successivo, già noto per serietà di studi, poté intraprendere la carriera in magistratura.

### Magistratura

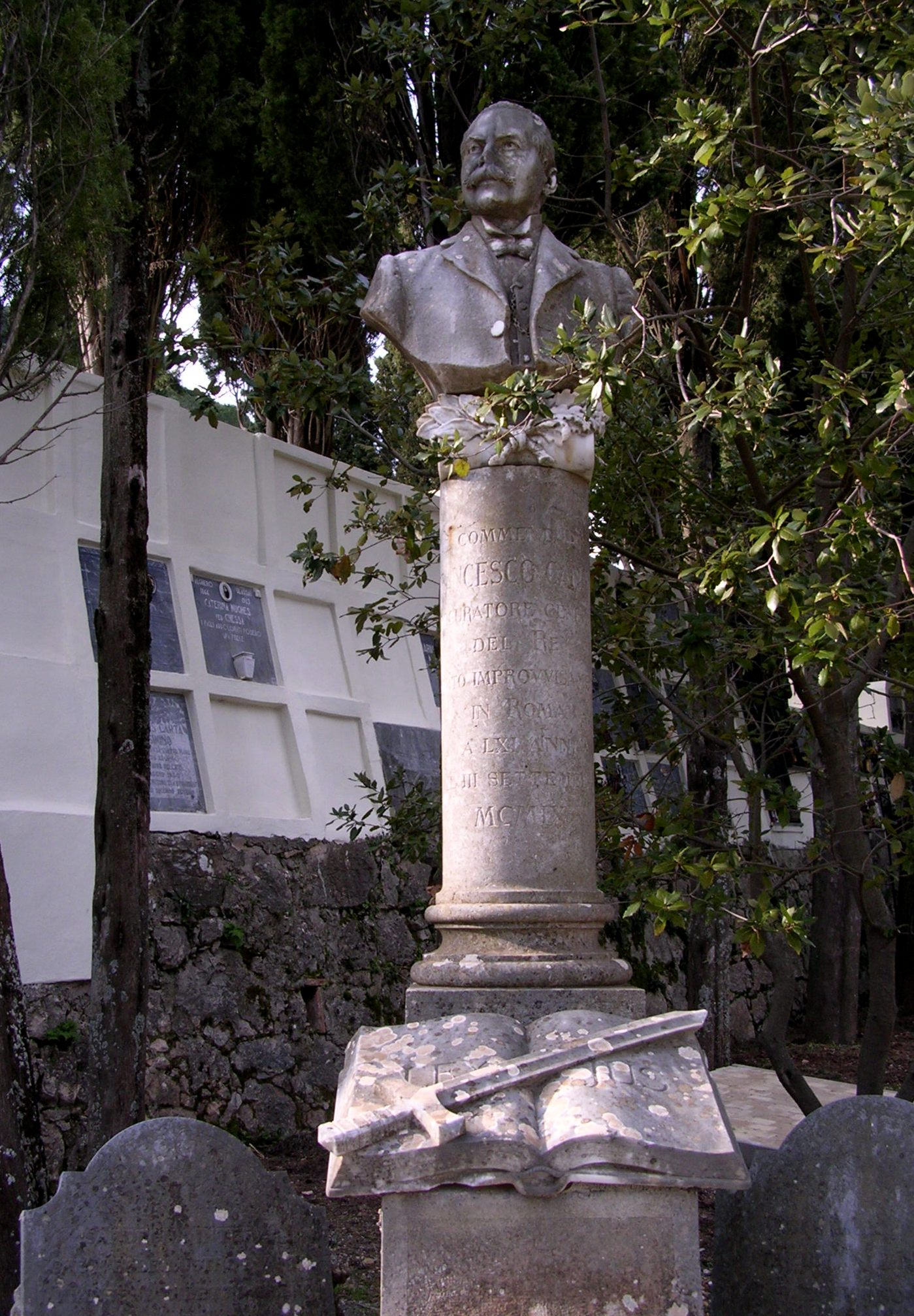
Monumento a Francesco Cannas, presso il cimitero vecchio di Ulassai

Il suo primo incarico fu di Procuratore aggiunto presso il tribunale di Genova, nel 1876 fu inviato a reggere la Procura di Girgenti, cittadina siciliana "difficile" per questioni di mafia. Da Girgenti fu trasferito a Cosenza sempre come sostituto procuratore, ma poco dopo, su proposta del ministro Giuseppe Zanardelli che conosceva e stimava il magistrato sardo, fu inviato a Nuoro a reggere la Procura. Nel 1889 fu nominato Procuratore del Re presso il tribunale della stessa città, ad appena quarant'anni si trovò ad ricoprire un ruolo molto significativo e di prestigio in un ambiente sociale molto irrequieto come quello della Barbagia, dimostrando rettitudine morale e intelligente prudenza; due anni dopo venne trasferito a Sassari in un ambiente più tranquillo rispetto a quello del nuorese, e per qualche tempo fu inviato anche alla procura di Oristano dove si distinse per le sue doti manageriali, riorganizzò infatti gli uffici giudiziari ed impresse ad essi un'efficienza che mai avevano avuto in passato. Nel 1894 ottenne la promozione dalla terza alla seconda categoria, così facendo venne trasferito in una sede di maggior prestigio. Su sua richiesta fu trasferito a Cagliari dove contava numerose amicizie.
Qui lavorò intensamente tanto che nel 1903 il Ministro di grazia e giustizia Francesco Cocco Ortu lo nominò "Presidente della sezione di Corte d'Appello" di Potenza. Qui si dimostrò ancora una volta impareggiabile per tolleranza ed equanimità, doti che dopo due anni gli valsero il massimo consenso della sapienza giuridica con la nomina di "Consigliere della corte di Cassazione".

### Procuratore Generale
Nel ruolo di Consigliere di Corte di Cassazione, si rivelò pari alla fama che lo portò ad ottenere il riconoscimento prestigioso di Procuratore Generale e il Ministro Vittorio Emanuele Orlando lo scelse per reggere la difficilissima e delicata Procura di Catania, dove vi era una situazione di sospetti e di profondi malesseri sociali. La prova che ne diede servì nel 1908 ad fargli conferire il grado di Ufficiale dell'Ordine Mauriziano cioè l'Ordine dei Santi Maurizio e Lazzaro, un riconoscimento ottenuto, fino al 1938, da non più di ottanta giuristi sardi. Nella città per via della sua caparbietà si fece diversi nemici, il 3 settembre del 1909 mentre era di transito a Roma di ritorno per Ulassai, lo colse un malore improvviso e dopo un conseguente intervento di erniotomia si spense all'età di 62 anni. La sua morte inizialmente sembrò un mistero ma successivamente si seppe che fu un avvelenamento da parte della mala locale. È sepolto presso il Cimitero del Verano a Roma. A lui sono dedicati una via di Ulassai e un monumento nel cimitero vecchio.